# GV Zähringia
Die heutige Gymnasialverbindung Zähringia wurde am 16. Februar 1843 unter dem Namen Schweizerischer Studentenverein Deutsche Sektion Freiburg i.Ue., als die älteste Sektion des Schweizerischen Studentenvereins (Schw.-StV) gegründet. Die Aktivmitglieder sind den städtischen Mittelschulen der Stadt Freiburg im Üechtland angehörend.

## Lokal

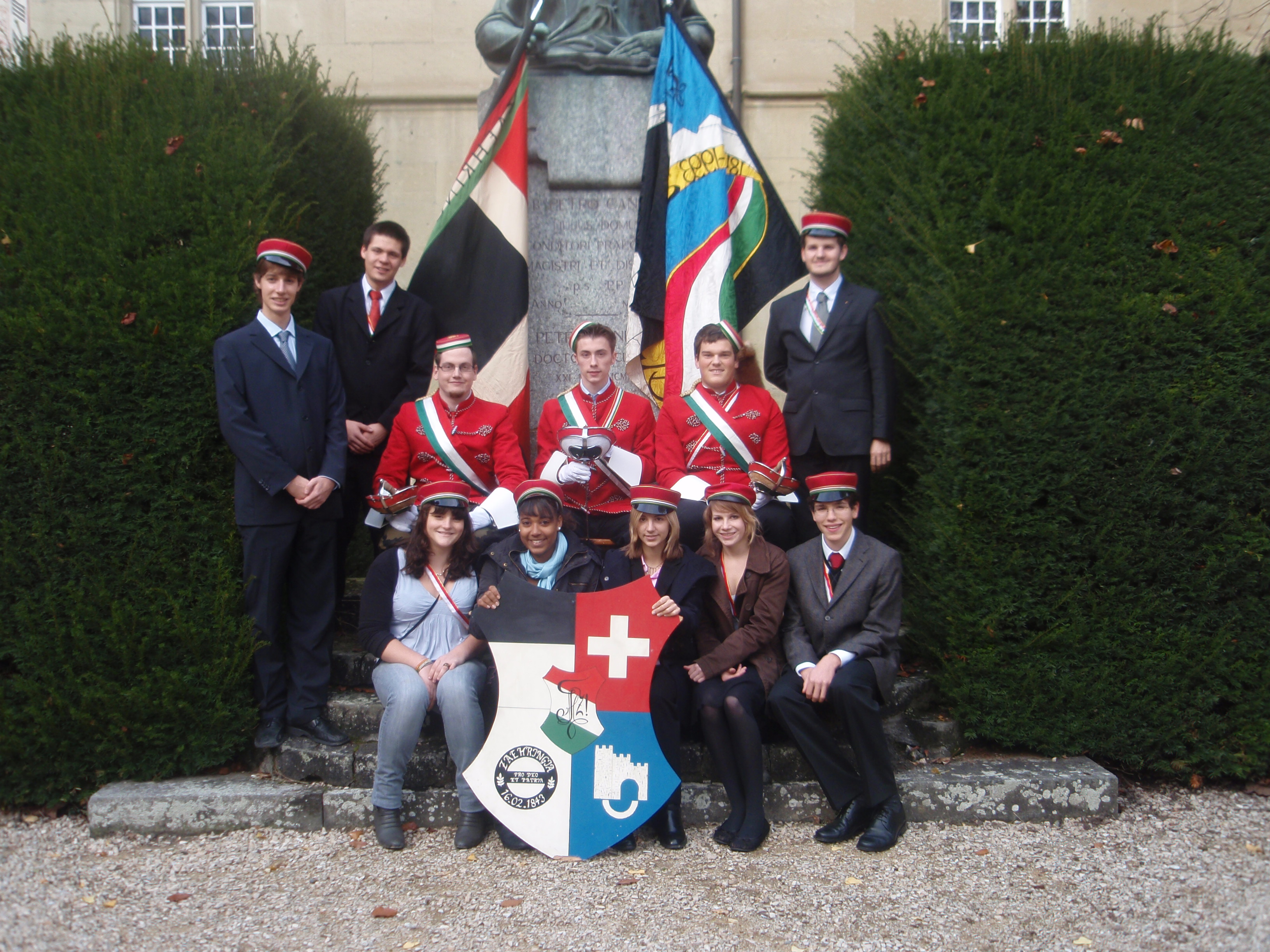
Gruppenfoto der GV Zähringia

Aktuell hat die Zähringia ihr Lokal beim Franziskanerkloster in Freiburg, wo die grösseren Veranstaltungen durchgeführt werden.
Der reguläre Stamm findet hingegen im Restaurant Corsaire, in der Freiburger Lausannegasse statt.

## Geschichte
Am 16. Februar 1843 erfolgte die Gründung der Schweizerischer Studentenverein Deutsche Sektion Freiburg i.Ue. als erste Sektion des Schw.-StV und als Nachfolgeverbindung des Freiburgervereins. Am 12. Januar 1845 sind französischsprechenden Mitglieder ausgetreten und die Französischen Sektion Freiburg, spätere Nuithonia, wurde gegründet. Am 12. Dezember 1886 wurde der Studentenverein in GV Zähringia umbenannt. Im Jahr 1976 wurde das Verbindungsleben auch für Frauen zugänglich gemacht.

## Paten- und Freundschaftsverbindungen
Als erste Patenverbindung wirkte die AKV Burgundia Bern im Rahmen der 3. Fahnenweihe. Als zweite folgte die AKV Alemannia im Rahmen der Weihe der 4. Vereinsfahne.
Als es im Herbst 1967 zu einer quantitativen Abspaltung innerhalb der Tochterverbindung SG Nuithonia kam, wirkte die Zähringia als Patensektion der neu gestifteten SG Aster.

## Bekannte Mitglieder
- Caspar Arquint (1922–2013), Gründer des Birchermüesli-Herstellers Bio Familia
- Max Aebischer (1914–2009), Gewerkschafter und Politiker der CVP
- Odilo Bürgy (* 1957), Direktionsmitglied der Versicherung Schweizerische Mobiliar, ehemaliger Präsident der Disziplinarkommission der Swiss Football League[1]
- Joseph Grossrieder (1914–2015), Domherr
- Otto Ineichen (1941–2012), Politiker der FDP und Unternehmer
- Heinrich Koller (1941–2023), Rechtswissenschaftler, langjähriger Direktor des Bundesamtes für Justiz, Vater des Bundesgerichtsgesetzes (BGG)
- August Plüss (1871–1910), Archivar und Historiker
- Urs Schwaller (* 1952), Politiker der CVP und Ständerat aus dem Kanton Freiburg
- Beat Vonlanthen (* 1957), Politiker der CVP und Staatsrat des Kantons Freiburg